# Jojo (bande dessinée)
Pour les articles homonymes, voir Jojo.

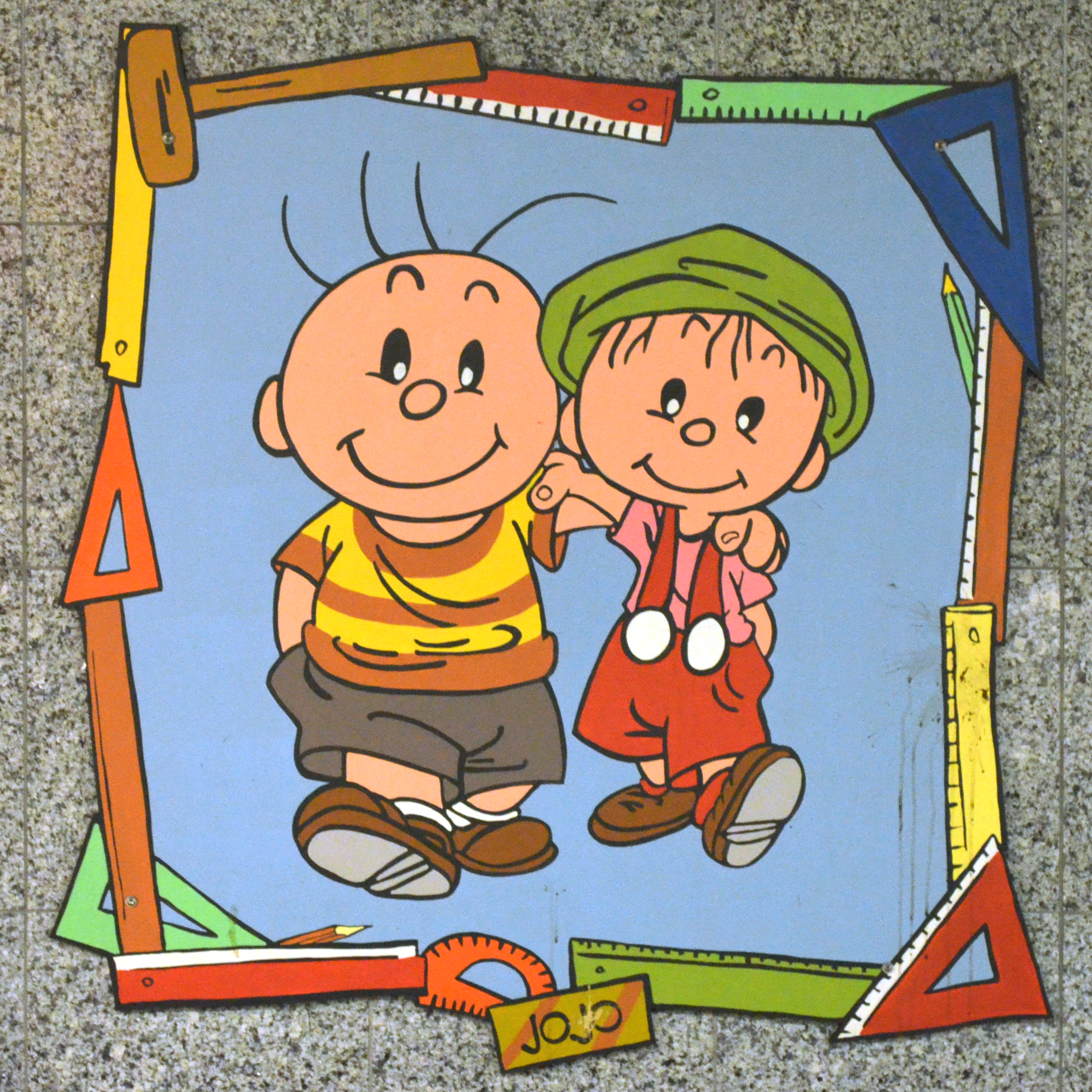

Jojo est une bande-dessinée dessinée et scénarisée par André Geerts, parue dans Le Journal de Spirou. Jojo apparaît pour la première fois en 1983 dans le numéro 2376 du magazine Spirou. D'abord présents sous forme d'illustrations et de demi-planches, les récits se feront rapidement plus longs et à partir de 1987, Dupuis édite la série sous forme d'albums.
Lorsque André Geerts décède le 27 juillet 2010 en laissant un album en cours de finition, c'est Alain Mauricet et Renaud Collin qui ont dessiné les deux planches restantes.

## Synopsis
Cette bande dessinée drôle et tendre relate la vie quotidienne de Jojo, un petit garçon qui vit chez sa grand-mère, et de ses amis (Gros Louis, Violaine...).

## Personnages

### Personnages principaux
- Jonathan Semaine : petit garçon blond d'environ huit ans surnommé "Jojo", il vit avec sa grand-mère à la campagne. Très franc, parfois mauvais élève et râleur, il se met souvent lui-même dans des situations qui par la suite lui échappent.
- Louis Milfeuille : meilleur ami de Jojo, surnommé "Gros Louis" à cause de son surpoids, il accompagne Jojo dans la plupart de ses aventures, tellement proche de lui qu'il est presque considéré comme son frère. Certaines histoires sont centrées sur lui (On opère Gros Louis...)
- Léontine Semaine ou Mamy : la grand-mère paternelle de Jojo et mère de René Semaine, surnommée "Madame Mamy" par le père de Gros Louis. Veuve, c'est une femme bienveillante, aimant son petit-fils plus que tout, même si celui-ci la fait bien souvent tourner en bourrique.

### Personnages secondaires
- René Semaine : le père de Jojo. Plombier citadin, veuf lui aussi, c'est un homme jovial, débonnaire et immature qui partage une grande complicité avec son fils.
- Monsieur Milfeuille ou Monsieur Gros Louis : boulanger-pâtissier de profession, lui et Mamy se retrouvent parfois confrontés aux bêtises de leurs enfants.
- Antoine Fronsse : le directeur de l'école de Jojo et Gros Louis. Partisan d'un système éducatif sévère et rigide, il est cependant sensible et se montre parfois plus humain.
- Mademoiselle Lebon : institutrice de Jojo et Gros Louis.
- Le professeur de sports : surnommé (Monsieur) la voie de la sagesse, spécialisé dans le judo, le ski et l'auto défense. Les élèves, surtout les filles de la classe de Jojo, l'apprécient beaucoup.
- Violaine : élève rejetée par les autres dans un premier temps, deviendra amie puis amoureuse de Jojo.
- Jasmine : la fiancée du papa de Jojo. Vétérinaire de profession, elle apparaît dans l'album 15 : Une fiancée pour papa.
- Madame Pikpik : surnommée "l'infirmière noire", infirmière très autoritaire qui apparaît dans quelques aventures de Jojo.

## Albums
Tous les albums sont édités par Dupuis.
1. Le Temps des copains, 1987
2. La Fugue de Jojo, 1989
3. On opère Gros-Louis, 1990
4. Le Mystère Violaine, 1991
5. Un été du tonnerre, 1993
6. Le Serment d'amitié, 1994
7. Mamy se défend, 1995
8. Monsieur je-sais-tout, 1998
9. Le Retour de papa, 1999
10. La Chance de Sébastien, 2000
11. Les Choix de Charlotte 2001[2]
12. Jojo au pensionnat, 2002[3]
13. Une pagaille de Dieu le Père, 2003
14. La Ballade des quatre saisons, 2004
15. Une fiancée pour papa, 2005
16. Jojo vétérinaire, 2006
17. Confisqué !, 2008[4]
18. Mamy Blues, scénario de Sergio Salma, 2010

#### Périodiques
- André Geerts (interviewé par Rodolphe), « André Geerts : j'ai envie d'avoir un papa », La Lettre - L'officiel de la bande dessinée, Dargaud, no 21,‎ janvier - février 1995, p. 14-15

#### Articles
- Brieg F. Haslé, « Auracan a aimé : Jojo tome 11 : Les Choix de Charlotte », Auracan,‎ 2001 (lire en ligne, consulté le 21 juin 2022)
- Nicolas Anspach, « Jojo – T17 : « Confisqué ! » - Par André Geerts – Dupuis », ActuaBD,‎ 22 avril 2008 (lire en ligne, consulté le 21 juin 2022)
- Pierre Burssens, « Jojo, l'intégrale - Tome 2 : 1991-1998 », Auracan,‎ 15 juin 2018 (lire en ligne, consulté le 21 juin 2022)